# 3008 Nojiri
A 3008 Nojiri (ideiglenes jelöléssel 1938 WA) a Naprendszer kisbolygóövében található aszteroida. Karl Wilhelm Reinmuth fedezte fel 1938. november 17-én.